# Tripuri
Els tripuri o tipperah són un poble d'ètnia tibeto-birmanesa que parla la llengua kokborok, repartits entre els estats de Tripura, Assam i Chittagong, a Bangladesh. Eren dividites en nombroses castes: família reial, els jamaitia (guerrers) i noyatties (Classes baixes). Adoraven el foc, l'aigua, el bosc i la terra. Eren parcialment hinduistes. Sacrificaven bous, cabres, porcs i aus. Es divideixen en tribus:
- Debbarma o Tipra, de la qual sorgi la família Debbarman, governants del regne.
- Reang o Bru
- Jamatia
- Noatia
- Halam
- Uchoi

Els de les muntanyes són nòmades i han fugtr de les lluites amb kukis i mizos. Conreen arròs, llegums i pebrots. Són majoritàriament hinduistes, i hi tenen el temple d'Udaipur, consagrat a Tripuradana o Tripuraresvari, considerada o bé déu sol o ama dels tres mons. Han estat minoritzats per la forta emigració bengalina, ja que el 1949 els tripuri eren el 85% de la població del territori i ara són el 29%. Actualment hi ha uns 800.000 a Tripura.